# Keysher Fuller
Keysher Fuller Spence (Limón, 12 de julho de 1994) é um futebolista costarriquenho que atua como lateral-direito. Atualmente, defende o Herediano e a Seleção Costarriquenha.
Atuando pela Costa Rica desde 2019, Fuller representou a Seleção nas Copas Ouro de 2019, 2021 e 2023, além da Copa do Mundo de 2022.

## Carreira

### Início
Nascido em Limón, morava bairro de Pacuare Nuevo, onde começou atuando pelo time do Colégio Deportivo, onde estudava. Ao disputar um torneio nacional pela equipe, Fuller que era atacante nessa época, marcou 14 gols e foi o artilheiro da competição. Esse desempenho o fez ser convidado pela Federação Costarriquenha de Futebol para ir à capital do pais, San José, para representar a seleção Sub-13.
Migrou para a lateral-direita nessa época, após um de seus primeiros treinadores ficar sem defensores para a posição e pedir para Fuller jogar para suprir a posição.

### Saprissa
Um tempo depois migrou para o Desportivo Saprissa aos 14 anos, onde ficava na casa de uma família nas quintas e sextas-feiras, regressando para sua cidade no final de semana. Passou por todas as categorias do clube até a Segunda Divisão onde atuou com atletas como David Ramírez, Jordan Smith e Daniel Colindres. Ficou quatro temporadas no clube, porém não teve seu contrato em 2016 e acabou saindo.

### Uruguai de Coronado
Em julho de 2016, foi anuciado como novo reforço do Uruguay de Coronado, equipe que havia subido para Primeira Divisão novamente após cair na temporada anterior. Foi bastante utilizado pelo treinador Manuel Gerardo Ureña no Torneio Apertura, tendo feito um gol na campanha e terminado como vice-colocado apos perder na final por 1–0 para o Jicaral Sercoba.

### Municipal Grecia
Em 5 de junho de 2017, Fuller foi apresentado como novo reforço do Municipal Grecia, que havia acabado de ascender à Primeira Divisão. Sob o comando de Walter Centeno, fez sua estreia em 30 de julho na derrota 3–0 para o Alajuelense, na primeira rodada do Torneo de Apertura. Ao longo da temporada, Keysher se consolidou como titular e atuou vinte partidas.
Viveu um bom momento na Clausura de 2018, tendo tornado-se referência na posição ao fazer quatro gols ao longo do torneio, incluindo dois  sobre o Guadalupe.

### Herediano
Em 12 de março de 2018, antecipou sua ida ao Herediano para a temporada seguinte, tendo recusado a oferta de renovar seu contrato com Municipal. Logo em sua primeira temporada conquistou dois títulos pelo clube: a Liga CONCACAF após vencer o Motagua, de Honduras, no agregado por 3–2, tendo vencido na ida por 2–0 e perdido na volta por 2 a 1, e a final da Apertura 2018, ao vencer o Deportivo Saprissa por 5–4 no agregado, empatando na 2 a 2 ganhando por 3–2.
Ganhou também a Apertura de 2019, ao vencer o Alajuelense em 21 de dezembro de 2019. Também integrou o elenco campeão da Supercopa de Costa Rica de 2020, ao vencer o Saprissa em 8 de agosto.

## Seleção Costarriquenha

### Principal
Em 18 de janeiro de 2019, foi convocado pela primeira vez para a Seleção pelo técnico de Gustavo Matosas. Em 2 de fevereiro, estreou pela Seleção na derrota por 2–0 para o Estados Unidos, onde foi titular nos 90 minutos. Em 26 de março, fez seu primeiro gol com a camisa da Costa Rica, o da vitória por 1–0 sobre a Jamaica.
Em 5 de junho de 2019, foi um dos convocados para representar sua seleção na Copa Ouro da CONCACAF. Não atuou nas duas primeiras partidas contra Nicaragua (vitoria por 4–0) e Bermudas (vitoria por 2–1), tendo atuado só na última rodada da fase de grupos contra oHaití (derrota por 2–1). Entretanto, a Costa Rica acabou sendo eliminada nas quartas de final contra o México, com o jogo indo para penalidades e Fuller acabando perdendo um dos pênaltis.
Em 4 de outubro de 2019, foi convocado por Ronald González para o início da Liga das Nações da CONCACAF de 2019–20. Permaneceu na reserva nas duas primeiras rodadas, mas fez sua estreia na competição na vitória por 2–1 sobre Curação em 14 de novembro. Em 3 de junho de 2021, jogou todos os 90 minutos do empate 0–0 com o México na semifinal, tendo perdido nos pênaltis. Três dias depois na disputado do terceiro lugar, empatou por 2–2 com a Honduras no tempo normal e foi superado nos pênaltis.
Em 25 de junho de 2021, esteve na pré-lusta dos possíveis convocados para Copa Ouro da CONCACAF de 2021. Na lista oficial em 1 de julho, terminou como um dos convocados. Atuou nos três jogos da fase de grupo como titular, onde a Costa Rica ganhou as três partidas: 3–1 sobre Guadalupe, 2–1 no Suriname e 1–0 na Jamaica. Porém, em 5 de julho acabou sendo derrotada pelo Canadá por 2–0 e eliminada da competição.
Ainda em 2021, Fuller foi um dos chamados para representar a Seleção em alguns jogos da Eliminatórias da Copa do Mundo de 2022 em 26 de agosto. Entrou faltando nove minutos para fim na segunda rodada, onde a Costa Rica acabou perdendo de 1–0 para o México. Em 13 de outubro, fez o da gol sobre o Estados Unidos por 2–1.
Em 13 de maio de 2022, foi um dos convocados por Luis Fernando Suárez para o ciclo visando a Liga das Nações da CONCACAF de 2022–23. Em 14 de junho, iniciou o jogo como titular e saiu no segundo tempo da vitória por 1–0 sobre a Nova Zelândia, vitória nas respescagens que garantiu a classificação para o Mundial de 2022.
Em 11 de novembro, foi um dos 26 convocados para a Copa do Mundo de 2022, no Catar. Após a goleada de 7–0 sofrida para a Espanha sem a Seleção Costarriquenha acertar nenhum chute o gol, Fuller fez o primeiro gol de sua Seleção no Mundial na vitória por 1–0 sobre o Japão na segunda rodada, no primeiro chute da Costa Rica na competição.
Em 20 de junho, Fuller foi um dos 23 convocados por Luis Fernando Suárez disputar a Copa Ouro da CONCACAF de 2023.

## Títulos

### Herediano
- Primera División de Costa Rica: Apertura 2018, Apertura 2019, Apertura 2021
- Liga da CONCACAF: 2018
- Supercopa de Costa Rica: 2020 e 2022